# Erózió (geológia)

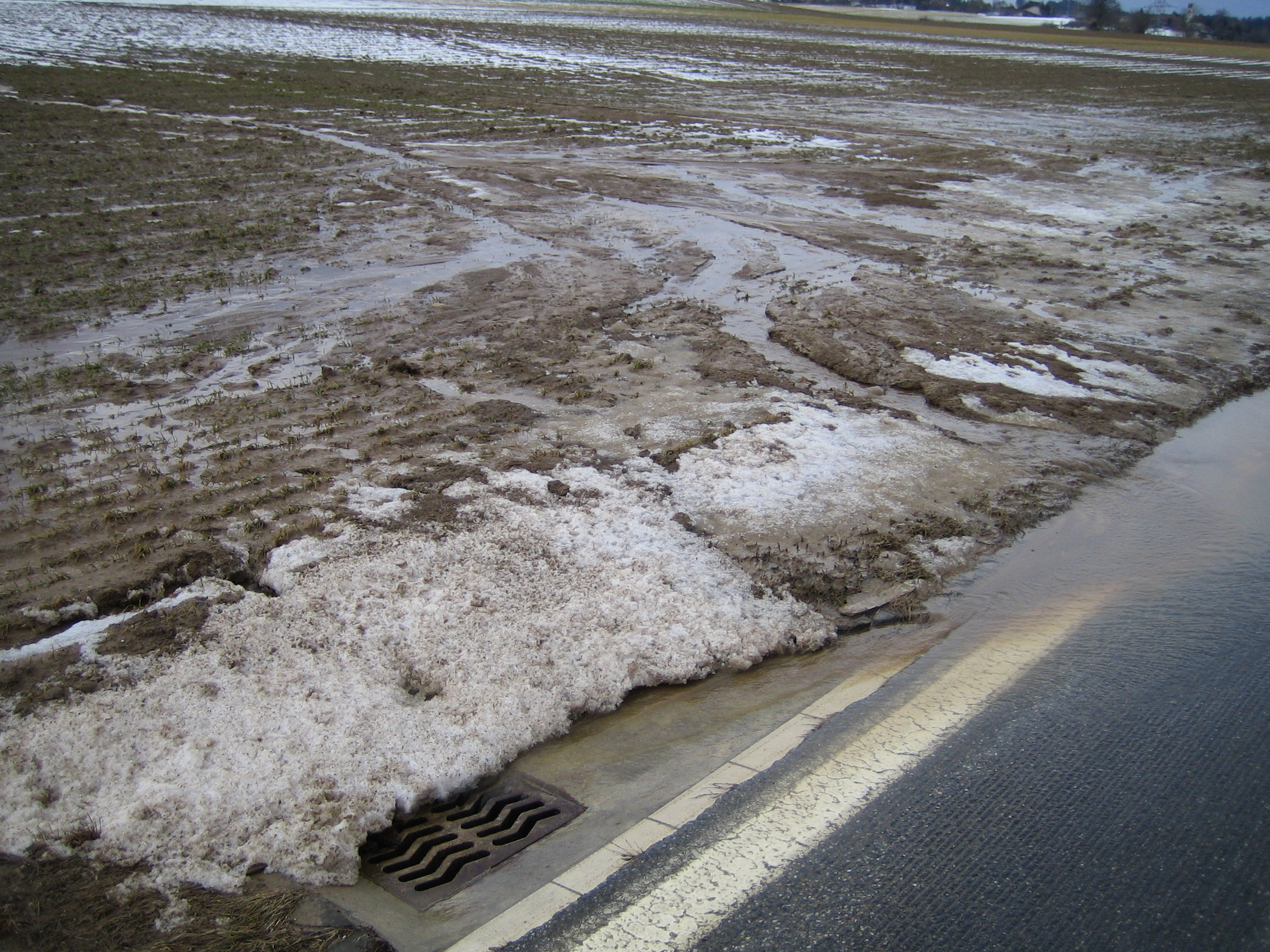
Olvadó hó által okozott erózió, Bern kanton, Svájc

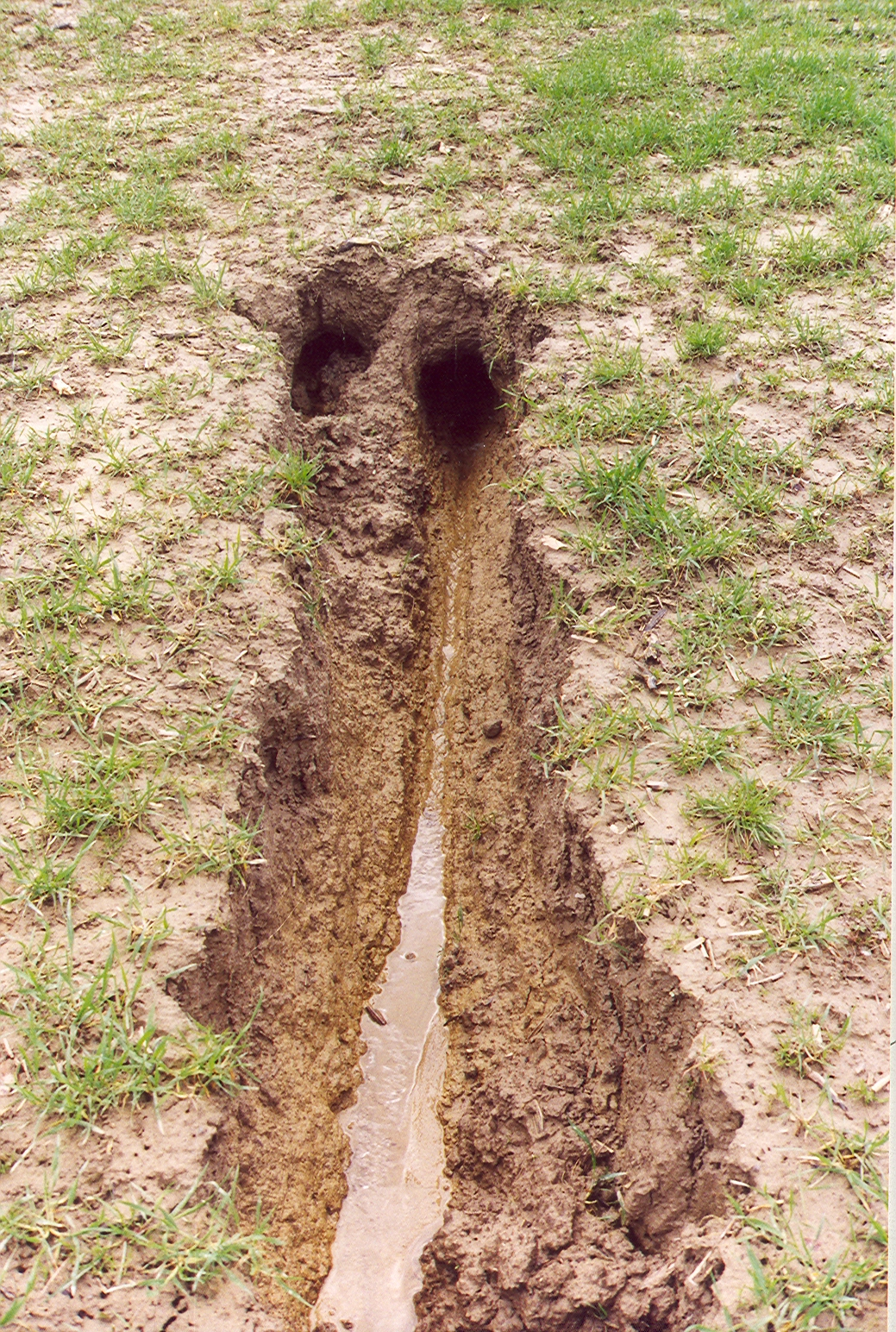
Rejtett erózióból kifejlődő árkos erózió

Az erózió szűkebb értelemben a csapadékvíz, tágabb értelemben a víz és a jég, általános értelemben minden felszíni erő a felszínt pusztító munkája. A lepusztított anyagot a víz (stb.) elszállítja, és származási helyétől többé-kevésbé messze rakja le: a lerakás folyamata az akkumuláció.
Ehelyütt a szűkebb értelemben vett erózióval foglalkozunk. A jég pusztító munkája a jégerózió, a szélé a defláció.
A természetes erózió leglátványosabb megnyilvánulása a völgyek bevágódása.

## Eróziót befolyásoló tényezők

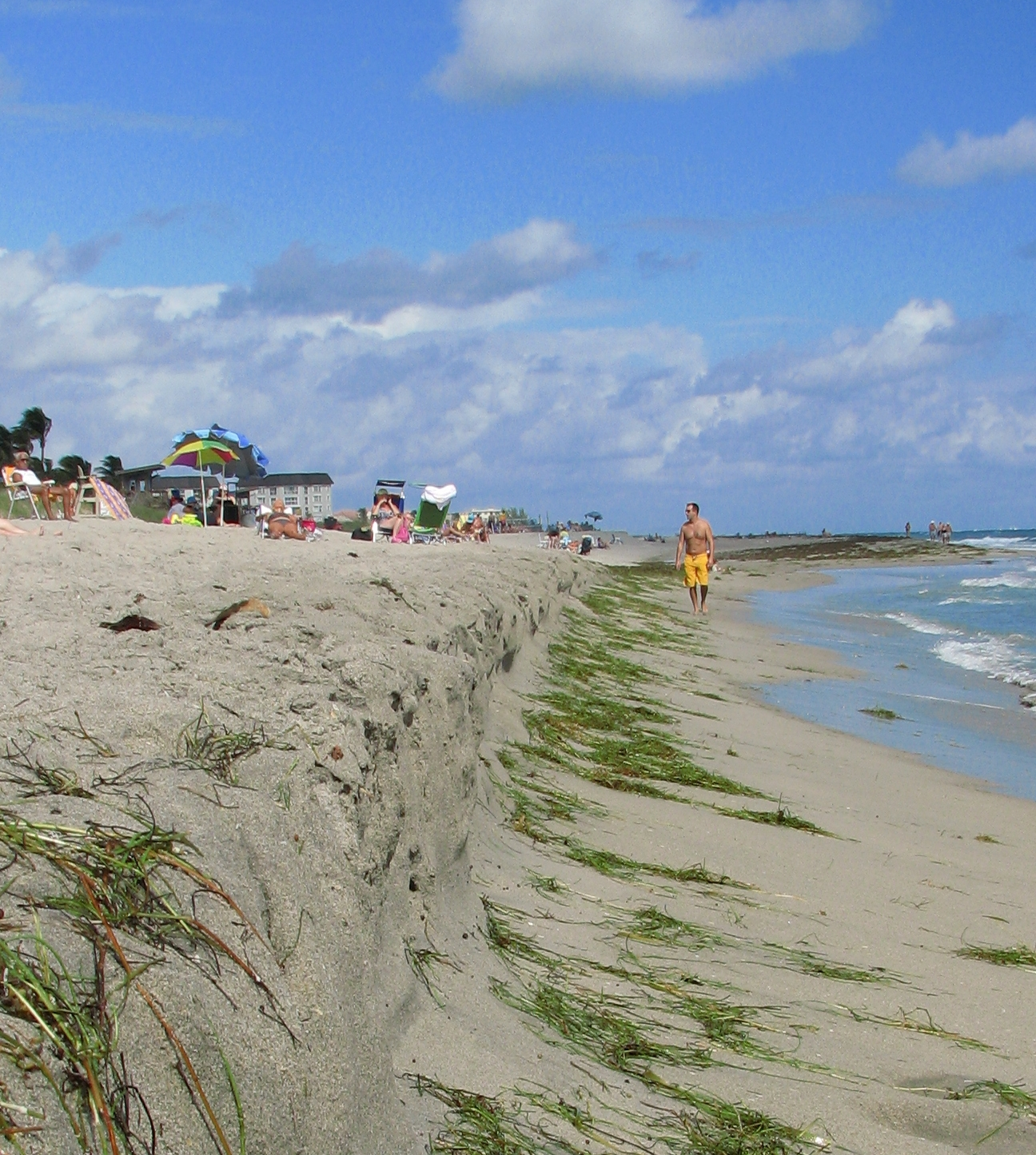
Hurrikán hullámeróziójának nyomai (Florida, Boynton Beach)

- Csapadék
  - Az eső mennyisége
  - Az eső cseppnagysága
  - Az eső hevessége
  - Az eső időtartama
  - Az olvadó hó mennyisége
  - az olvadás ideje

- Lejtő
  - meredeksége
  - hossza
  - alakja
  - kitettsége

- Talaj
  - nedvessége
  - vízgazdálkodása
  - szerkezete
  - felszínének érdessége

- Növényborítás
  - jellege
  - mértéke

## Fajtái

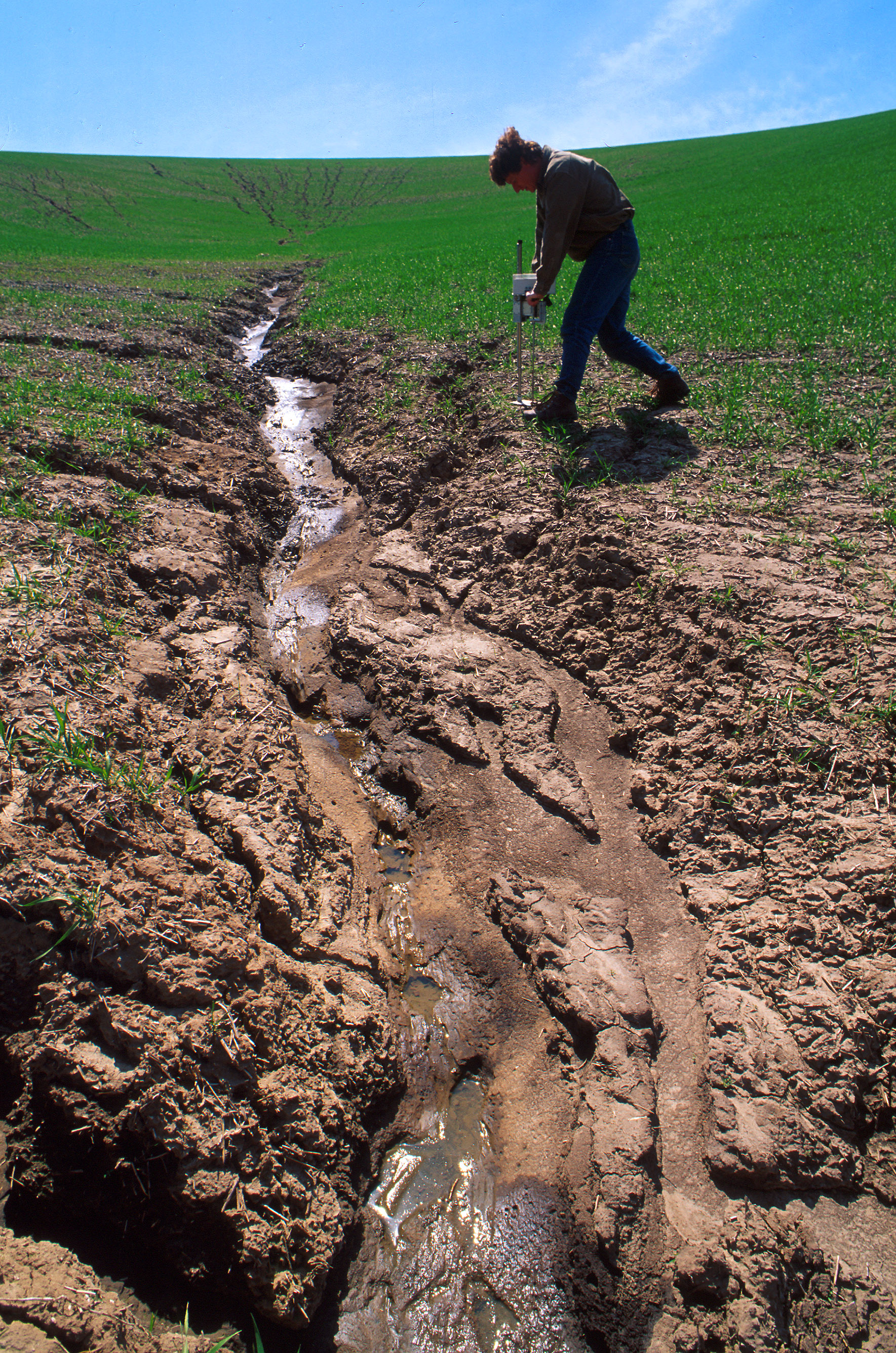
Búzatábla barázdás eróziója a Washington Állami Egyetem közelében

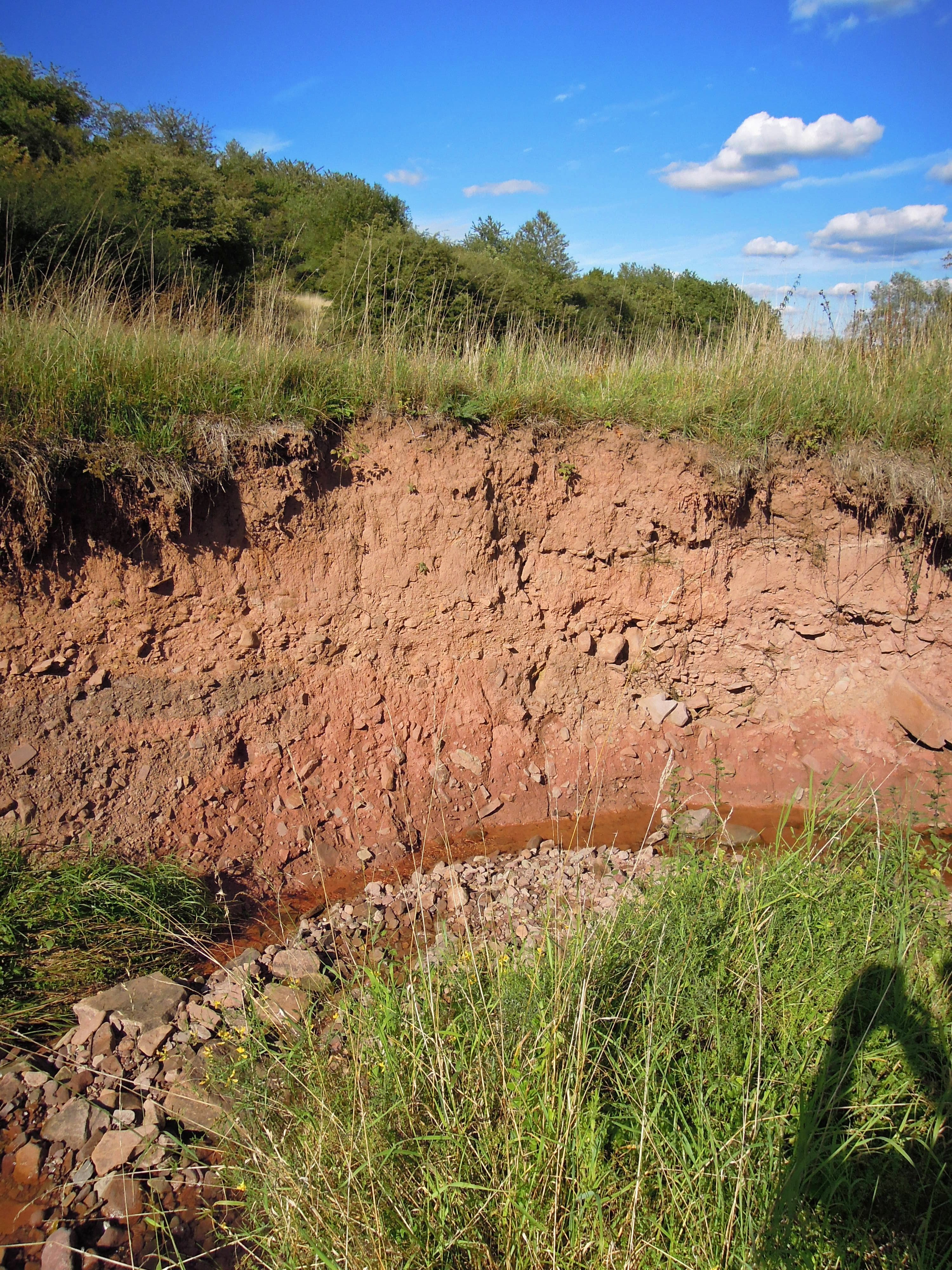
Vízmosás

Felületi erózió: a talaj felső rétege viszonylag egyenletesen pusztul le. Változatai:
- rejtett erózió: a talaj felső rétege nagy területen elpépesedik és eredeti helyéről elmozdul;
- csepperózió: az esőcseppek hatására (ütő hatás, robbanás);
- lepelerózió: lepelszerűen mozgó víz hatására.

Fokozatai:
- nem erodált;
- gyengén erodált: az A és B szint együttes vastagságának legfeljebb 30 %-a pusztult

le;
- közepesen erodált: az A és B szint együttes vastagságának 30–70 %-a pusztult le;
- erősen erodált: a B szint is csaknem teljesen lepusztult.

A természeti viszonyok mellett az erózióval lehordott talaj mennyisége általában egyensúlyban van a felszínközeli kőzetek mállás eredményeként talajosodó mennyiségével. Ez az egyensúly időnként, döntően emberi beavatkozásra felborulhat; ekkor alakul ki a gyorsított erózió.
Mélységi vagy vonalas erózió: árkok, majd völgyek bevágódása.
Formái, fokozatai:
- barázdás erózió: a barázdák mélysége < 50 cm;
- árkos erózió: a barázdák mélysége 50–300 cm mélyek, szélessége 50–800 cm;
- vízmosás.

Egyéb eróziós formák:
- Sók oldási eróziója
- Oldalazó erózió

## Erózió okozta gazdasági károk
Az eróziót az ember már korábban felfedezte. Bödeháza 1715-ös Consocr. című összeírásában így írnak róla: 
„A szomszédos dombokról lefutó víz rongálja földjeiket.”
- Termőtalaj lehordása
- Vízhiány
- Termékenység és termés csökkenése
- Vetőmagok lemosása